# Феоклит (Полиидис)
Феоклит Полиидис (греч. Θεόκλητος Πολυειδής; кон. XVII века, Адрианополь — 1759, Лейпциг) — греческий православный священник и просветитель. Сегодня более всего упоминается в историографии как автор сфабрикованного им «Пророчества Агафангела», оставившего заметный след в новейшей истории Греции.

## Биография
Феоклит Полиидис родился в конце XVII века, по имеющимся данным, во фракийском Адрианополе, в семье богатого греческого коммерсанта. При рождении получил имя Теодорос. Учился в местной греческой Школе Иоанниса Зигомаласа. Молодым был пострижен в монахи на Афоне, (Иверский монастырь (Афон)), где впоследствии служил настоятелем. Рукоположен во диаконы в 1713 году и священником в 1719 году. В 1725 году рукоположен в архимандриты. Константинопольская православная церковь дала ему титулы великий архимандрит (греч. μέγας αρχιμανδρίτης), великий экклисиарх (греч. Μέγας εκκλησιάρχης) Святой Горы и Титулярный епископ Полианы и Вардара (греч. χωροεπίσκοπος Πολυανής και Βαρδάρων) (Центральная Македония).
В период 1719—1724 годов Полиидис служил настоятелем в греческой общине города Токай (Венгрия). В 1731 году выехал в качестве посланника Вселенского патриархата в Германию, а затем в Россию для сбора денег для Константинопольского патриархата.
Во время своих передвижений по Европе он посетил испанский остров Менорка, где также служил учителем и настоятелем.
Феоклит в своих странствиях на Западе столкнулся с современными ему общественными, политическими, дипломатическими и церковными событиями и течениями. Феоклит был озадачен социально-политическими последствиями Реформации и изучил проблемы, волнующие греческую диаспору. Одновременно Феоклит пытался вдохновить соотечественников на путь к свободе.
Это стремление вдохновить порабощённых греков привело его к созданию ложного пророчества о воссоздании Византийской империи. Полиидис написал Видение Агафангела (греч. Οπτασίες του Αγαθάγγελου), ставшего широко известным среди греков пророчества, текст которого распространялся с маленькими отклонениями от оригинала по всем греческим землям, как листовка. Полиидис поместил пророчество в XIII век (1279), и приписал их вымышленному писателю монаху Иерониму Агафангелу из Мессины (Сицилия). Монах рассказывает, пророчествуя, о событиях последующих веков, о которых знал действительный автор. В результате народные массы были заинтригованы, тем более что Пророчество вселяло в них оптимизм о скором освобождении от осман. Таким образом Полиидис как переводчик «Пророчества» с латинского языка на греческий остался в тени «Агафангела». В своём «Видении» Агафангел, то есть Полиидис, предсказывал освобождение греков «светловолосым племенем» (греч. Ξανθό γένος) что придавало пророчеству конкретную политическую и религиозную направленность.
Есть утверждения некоторых греческих историков, что именно Ригас Фереос, подготавливая всегреческое и всебалканское восстание и используя для этого все возможности, напечатал «Пророчество» в Вене в 1750 году.
Другие греческие историки оспаривают факт причастности Ригаса к первому изданию «Пророчества Агафангела».
Десятилетиями позже смерти Полиидиса и после окончания Освободительной войны (1821—1829), «Пророчество» было напечатано маленькими книгами в Афинах и Эрмуполисе (1837—1838).
Полиидис вернулся ненадолго в Македонию, но вскоре снова уехал в германские земли. Феоклит жил в Дрездене (1741) и некоторое время спустя поселился, после просьбы жителей города, в соседнем Лейпциге, где создал первую православную часовню (тогда Святой Троицы, сегодня Святого Георгия). Феоклит Полиидис умер между 1754 и 1759 годами, скорее всего в Лейпциге.

## Историческое значение «Видения Агафангела»
После падения Константинополя греческое население оккупированных территорий принимало участие в войнах, которые вели против турок западно-европейские государства, и расплачивалось за это кровью. Участие в войнах не вело к восстановлению греческой государственности. Историк К. Сатас пишет: «Тогда греки, много раз ставшие жертвами своего доверия к „франкам“, после последовательного ряда горьких уроков были вынуждены отбросить химеры о своём освобождении с их помощью и обратили свои взоры к единоверной России».
В ответ Пётр I, ещё будучи в Голландии, заказал портрет с надписью «Пётр Первый, русско-греческий император». В 1711 году Пётр распространял в греческих землях листовку с обращением: «Я призываю вас в свою армию…». Отражая пророссийскую ориентацию греков, в 1750 году было издано «Видение Агафангела», якобы написанное в 1279 году. Это было пророчество того, что уже состоялось, но также оно предсказывало, что в будущем греки будут освобождены «светловолосым племенем» (ξανθό γένος). Пророчество нашло благодатную почву.
Это ожидание нашло отражение в народной песне:
ещё одну весну
рабы, рабы
ещё одно лето
бедная Румелия
пока придёт Московия
рабы, рабы
и рать приведёт
Морея и Румелия
Первая Архипелагская экспедиция русского флота и Пелопоннесское восстание опирались на эти взаимные ожидания.
Греческие историки считают, что Пелопоннесское восстание было отвлекающими военными действиями в русско-турецкой войне, оплаченными греческой кровью, подчёркивают, что у восстания не было предпосылок для успеха, что русско-греческие силы были малыми, без плана и организации, но при этом считают восстание рубежом для последующих событий, вплоть до Греческой революции 1821 года.
Английский историк Дуглас Дакин пишет, что до французской революции и наполеоновских войн надежды греков на помощь в освобождении были обращены к единоверной России. Это способствовало деятельности российских агентов влияния, которые вели пропаганду среди греков о возрождении Византийской империи.
Но силы русских, против ожиданий греков, были незначительны, а силы греческих повстанцев не соответствовали обещаниям русским.
Последние недели восстания Дакин описывает так: «Хотя русские сделали Наварин своей базой, тысячи греческих беженцев, прибывших сюда, чтобы избежать резни, нашли ворота его крепостей закрытыми».
Последующие события греческий историк А. Вакалопулос описывает следующим образом: «неудачи повстанцев и их постоянные трения с русскими вынудили последних сесть на корабли и оставить греков на произвол их разъярённых врагов».
Русско-турецкая война 1768—1774 годов завершилась подписанием договора 10/21 июля 1774 года (Кючук-Кайнарджийский мирный договор), который Вакалопулос называет «подвигом российской дипломатии», поскольку он давал ей право вмешиваться во внутренние дела Османской империи.
Печальный результат «национальной перипетии» 1770 года и её трагические результаты потрясли души греков, поколебали их ориентацию на Россию и разочаровали многих. Одним из них был Косма Этолийский, который стал ориентировать греческую нацию на новые идеалы, сделав предпосылкой освобождения поднятие духовного уровня народа.
В последующей русско-турецкой войне отвлекающие военные действия в Архипелаге взял на себя Ламброс Кацонис с его греческими моряками и клефтами. 9 января 1792 года Россия подписала Ясский мирный договор. Возмущённый тем, что в очередной раз, решив свои задачи, Россия бросила греков, Кацонис продолжил войну сам. Таким образом, Пелопоннесское восстание 1770 года и военные действия греков в Архипелаге 1789—1793 г.г. лишили греков иллюзий о иностранной помощи, предопределили их ориентацию на свои силы, результатом чего стала Греческая революция 1821 года.
Но «до последнего десятилетия XVIII века влияние и популярность России в Греции были безраздельными». В силу этого революционная организация Филики Этерия, готовившая нацию к освобождению своими силами, продолжала использовать утвердившиеся в народе ожидания Пророчества. Лидеры организации именовали своё руководство «Невидимым началом», оставляя непосвящённых предполагать, что если это не российский император Александр I, то его министр, грек Иоанн Каподистрия. Эта иллюзия усилилась, когда во главе организации встал адъютант императора Александр Ипсиланти. Иллюзии вскоре рассеялись, и Греция в одиночку 8 лет вела кровавую Освободительную войну. Греческая нация обязана своей свободой прежде всего десяткам тысяч своих героев и мучеников.
Однако русско-турецкая война (1828—1829) в определённой мере подтвердила и «Видение» Агафангела, то есть Феоклита, о роли «светловолосого племени». Любопытным образом это находит отражение у классиков марксизма. Фридрих Энгельс, отвечая на вопрос о том, кто решил исход борьбы восставших греков, подчёркивает: «Не янинский паша Али со всеми его заговорами и мятежами, не битва при Наварине, не французская армия в Морее, не лондонские конференции и протоколы, а русская армия Дибича, перешедшая Балканы и вступившая в долину Марицы».

## Труды
- Агафангел (греч. Αγαθάγγελος)(1750)
- Sacra Tuba Fidei Apostolicae, Sanctae, Oecumenicae ac Orthodoxa e Graecana e Orientalis Ecclesiae Christi (1736).